# 9. корпус ЈНА — Книн
9. корпус Југословенске народне армије, односно Кнински корпус, био је корпус Копнене војске (КоВ) Југословенске народне армије (ЈНА) са штабом у Книну у Социјалистичкој Републици Хрватској. Био је један од најбољих корпуса ЈНА.

## Историја
9. корпус ЈНА је основан 1988. од 9. моторизоване бригаде ЈНА. Зона одговорности корпуса била је сјеверна и средња Далмација. Команда корпуса била је у Книну. Надређена команда 9. корпуса била је Команда Војнопоморске области (ВПО), команда Савезног секретеријата за народну одбрану (ССНО) и Команда 2. војне области (2. ВО).
Мирнодопски ефективи корпуса су били скромни. У љето 1991. дио снага 9. корпуса је угашен (316. моторизована бригада), а у јесен и зиму исте године корпус је појачан новим јединицама: 271. лаки артиљеријски пук ПВО, 594. инжињерски пук, 1. моторизована бригада и 11. пролетерском моторизованом бригадом. Крајем августа и почетком септембра 1991, 9. корпус је појачан са још четири батаљона из 1. (1. ВО) и 3. војне области (3. ВО): батаљон 4. пролетерске моторизоване бригаде из Пирота, батаљон 592. моторизоване бригаде из Куманова, оклопни батаљон из Мостара и оклопни батаљон из Краљева. У јануару 1992, 9. корпус се састојао од: Команде корпуса с приштабном јединицом (ПЈ), 1. моторизоване бригаде, 11. пролетерске моторизоване бригаде, 180. моторизоване бригаде, 221. моторизоване бригаде, Тактичке групе 1 9. мјешовитог артиљеријског пука, 557. мјешовитог противоклопног артиљеријског пука, 594. инжињерског пука, 271. лаког артиљеријског пука ПВО, 405. позадинске базе, 2. и 3. бригаде Територијалне одбране (ТО). Од средине септембра 1991, Команди 9. корпуса подријеђена је ТО Српске Крајине у сјеверној Далмацији.
Команданти 9. корпуса били су: генерал-потпуковник Томислав Трајчевски, генерал-мајор Шпиро Никовић, генерал-потпуковник Владимир Вуковић, генерал-потпуковник Ратко Младић и генерал-мајор Саво Ковачевић. Начелници штаба 9. корпуса били су генерал-мајор Јанез Ребољ, генерал-мајор Ратко Младић и генерал-мајор Саво Ковачевић.

### Борбено дејство корпуса
У љето 1990, 9. корпус је ојачан оклопним снагама које су биле распоређене у Книну и Бенковцу. Током рата у Хрватској састав класификације „А” 9. корпуса је у прољеће 1991. изашао из касарни и организовао одбрану општина Книн, Бенковац и Обровац од дјеловања Хрватске полиције. У том раздобљу корпус је дјеловао по саставу борбени група. Под тајним називом „Бедем” Команда 9. корпуса је 22. јула 1991. спроводила наредбу о мјерама сталне, повишене и потпуне борбене спремности. Крајем августа и у првој половини септембра 1991, корпус је заузео Кијево, Крушево и Масленички мост. Тиме је 9. корпус постигао повољне услове за нападе на приморске градове дуж Далмације и 18. септембра 1991. потиснуо снаге Збора народне гарде (ЗНГ) из Дрниша. На правцу Грачац—Госпић дјеловале су углавном снаге крајишких Срба које су 27. септембра 1991. заузеле Ловинац и деблокирале велико складиште ЈНА у Светом Року. Током напада на шире подручје Задра од 4. до 7. октобра 1991. 9. корпус је избио на сам улаз града. Затим је осигурао извлачење људства, наоружања и опреме ЈНА из Задра у гарнизоне Бенковац и Книн. Већих борби након тога није било све до 18. на 19. новембра 1991. када су дијелови 9. корпуса напали и заузели Шкабрњу и Надин. При заузимању Шкабрње припадници 9. корпуса и паравојне формације су починили злочин над припадницима ЗНГ и хрватским цивилима. Од 25. новембра до 24. децембра 1991, 9. корпус је био ангажован на пресељењу ЈНА из Шибеника, због чега су напади на хрватске положаје биле сведени на минимум. Након извлачења снага 9. корпус је 31. децембра 1991. и 1. јануара 1992. заузео Новиград. Од 3. јануара 1992. до престанка постојања 9. корпуса је учествовао у одбрани заузетих подручја и образовања ТО Српске Крајине.

## Команданти
Команданти 9. корпуса били су:
- генерал-потпуковник Томислав Трајчевски (до маја 1991);
- генерал-мајор Шпиро Никовић (мај — септембар 1991);
- генерал-потпуковник Владимир Вуковић (септембар — децембар 1991);
- генерал-потпуковник Ратко Младић (јануар — мај 1992);
- генерал-мајор Саво Ковачевић (до маја 1992).

## Начелници штаба
Начелници штаба 9. корпуса били су:
- генерал-мајор Јанез Ребољ (до јуна 1991);
- генерал-мајор Ратко Младић (август — децембар 1991);
- генерал-мајор Саво Ковачевић (јануар — мај 1992).